# Locknevi distrikt
Locknevi distrikt är ett distrikt i Vimmerby kommun och Kalmar län. 
Distriktet ligger i nordöstra delen av kommunen. 

## Tidigare administrativ tillhörighet
Distriktet inrättades 2016 och utgörs av socknen Locknevi i Vimmerby kommun.
Området motsvarar den omfattning Locknevi församling hade vid årsskiftet 1999/2000.